# Municipio de Illinois (Dakota del Norte)
El municipio de Illinois (en inglés: Illinois Township) es un municipio ubicado en el condado de Nelson en el estado estadounidense de Dakota del Norte. En el año 2010 tenía una población de 70 habitantes y una densidad poblacional de 0,75 personas por km².

## Geografía
El municipio de Illinois se encuentra ubicado en las coordenadas 47°58′49″N 98°27′58″O / 47.98028, -98.46611. Según la Oficina del Censo de los Estados Unidos, el municipio tiene una superficie total de 93.87 km², de la cual 90,7 km² corresponden a tierra firme y (3,39 %) 3,18 km² es agua.

## Demografía
Según el censo de 2010, había 70 personas residiendo en el municipio de Illinois. La densidad de población era de 0,75 hab./km². De los 70 habitantes, el municipio de Illinois estaba compuesto por el 98,57 % blancos, el 1,43 % eran amerindios. Del total de la población el 0 % eran hispanos o latinos de cualquier raza.